# Rotorua
Rotorua er en by på New Zealand, beliggende ved den sydlige kyst af Lake Rotorua på Nordøen i en region ved navn Bay of Plenty. Byens befolkning er på 53.000. Heraf består omtrent en tredjedel af indfødte maorier. Byen er velkendt for den geotermiske aktivitet i området. Blandt andet ses adskillige vulkaner og gejsere, blandt andet den tyve meter høje Pohutu-gejser. Varme mudderpøle ses også rundt omkring i byen og omegn.

## Historie
Navnet Rotorua kommer fra maoriernes sprog. Det fulde navn er Te Rotorua-nui-a-Kahumatamomoe. Ordet roto betyder sø og rua betyder to. Med navnet menes der derfor Den anden sø. Forklaringen på dette er, at en høvding ved navn Ihenga var den første til at opdage og udforske søen, som Rotorua er grundlagt ved siden af. Han dedikerede søen til sin onkel, som bar navnet Kahumatamomoe.
Oprindelig var området befolket af maorier fra Te Arawa-stammen. Mange skærmydsler fandt sted i nærheden af søen under New Zealand-krigene i perioden 1845-1872. I 1880'erne blev der oprettet et specielt bydistrikt, for at støtte Rotoruas potentiale som kursted. I 1894 blev den såkaldte Rotorua Branch-jernbane og begyndelsen til Rotorua Express-togene oprettet, og byen var nu forbundet med Auckland. Dette bevirkede, at befolkningstallet og turismen steg kraftigt i løbet af de næste år. I 1922 blev Rotorua etableret som købstad.
38°08′16″S 176°15′05″Ø / 38.1378°S 176.2514°Ø